# Gallinago megala
Gallinago megala là một loài chim trong họ Scolopacidae.

## Hình ảnh

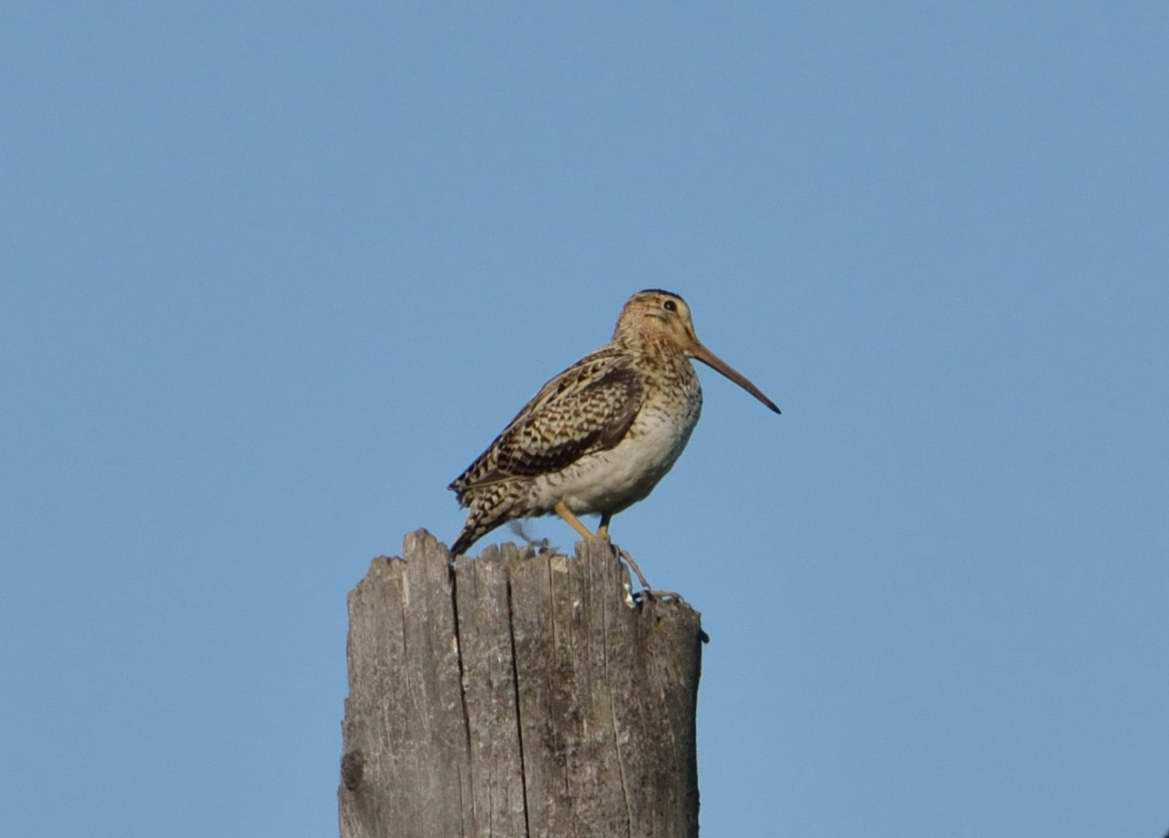
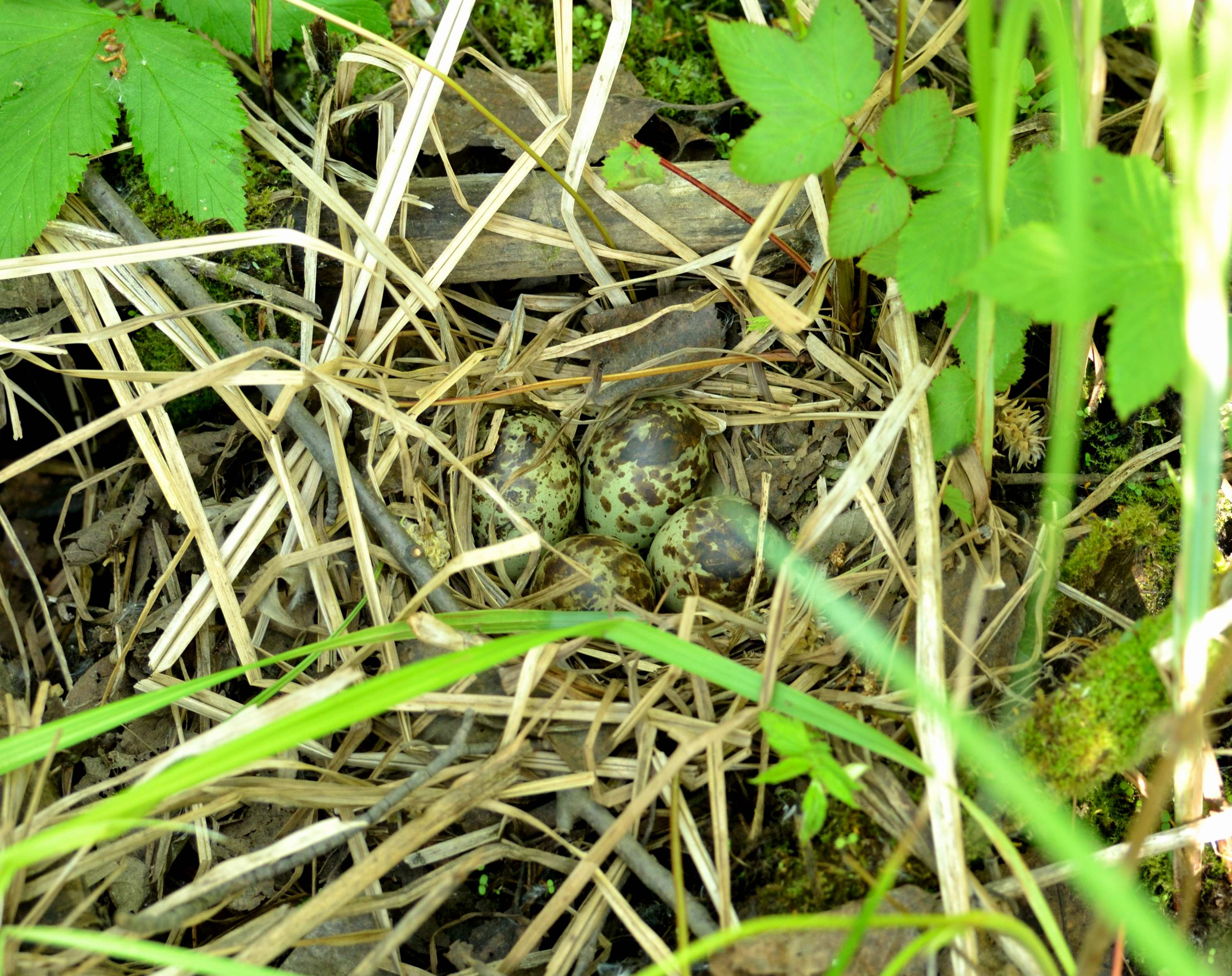